# Antonio Xavier López Adame
Antonio Xavier López Adame (9 de diciembre de 1972). Es un político mexicano. Fue miembro del Partido Verde Ecologista de México de 2002 a 2018.
Antonio Xavier López Adame estudió Ciencia Política. En la estructura del Partido Verde Ecologista de México fue director de Análisis y director de Comunicación del Comité Ejecutivo Nacional, presidente de la Comisión de Honor y de Justicia y secretario técnico del Comité Ejecutivo Nacional.
En el gobierno federal ha trabajado en la Comisión Federal de Electricidad, en LICONSA y en el Fondo de Capacitación e Inversión del Sector Rural.
En el gobierno de la Ciudad de México trabajó en la Coordinación de Planeación y Desarrollo de la Jefatura de Gobierno y como coordinador de Participación Ciudadana y Difusión de la PAOT (Procuraduría Ambiental y del Ordenamiento Territorial).
Electo diputado federal plurinominal a la LX Legislatura de 2006 a 2009, en el segundo año de ejercicio de la Legislatura ejerce como secretario de la mesa directiva y es miembro de varias comisiones especiales y de investagación, el 13 de marzo de 2008 fue designado Presidente de la comisión investigadora de los contratos de Petróleos Mexicanos firmados por el Secretario de Gobernación Juan Camilo Mouriño. Su designación se produjo tras la declinación del cargo por su compañero de bancada Carlos Alberto Puente Salas.
Electo Regidor del Municipio de Cuautitlán México por el periodo 2009 - 2012, donde fue Presidente de la Comisión Edilicia de Medio Ambiente, entre otras.
Electo diputado local en la VII Legislatura de la Asamblea Legislativa del Distrito Federal para el periodo (2015-2018). Coordinador de la Fracción Parlamentaria del Partido Verde en la ALDF y presidente de la Comisión de Preservación del Medio Ambiente, Protección Ecológica y Cambio Climático en la Ciudad de México. 
Obtuvo el Segundo Lugar del Certamen Nacional de Ensayo "México entra a la era de la Transparencia en la categoría mayores de 26 años, convocado por el Instituto Federal de Acceso a la Información en 2002. 
Obtuvo el Tercer Lugar en el IV Certamen Nacional de Ensayo sobre Fiscalización Superior y Rendición de Cuentas convocado por la Auditoría Superior de la Federación en 2004. 